# Calbo
Calbo is een plaats aan de Beneden-Cotticarivier in Marowijne in Suriname. In het dorp wonen inheemsen van het volk Karaïben.
Het militaire regime en de Binnenlandse Oorlog brachten in de jaren 1980 een grote klap toe aan de Karaïben op sociaal, cultureel en economisch gebied. Het dorp Calbo was daardoor zelfs een tijd verdwenen.
De grafisch kunstenaar Winston van der Bok werd geboren in Calbo. Hij groeide zijn eerste jaren bij adoptieouders buiten Suriname op en keerde later terug.